# Typhlodromus intermedius
Typhlodromus intermedius är en spindeldjursart som beskrevs av Wu 1988. Typhlodromus intermedius ingår i släktet Typhlodromus och familjen Phytoseiidae. Inga underarter finns listade i Catalogue of Life.